# 广福街道
广福街道是广安市广安区下辖的一个街道，位于广安区西南部，是中共广安市委和广安市人民政府驻地。街道办事处驻地五福西路74号，距广安区政府驻地3公里。

## 建置沿革
- 中华人民共和国后，广福乡为广安县广福区公所驻地。
- 1990撤区建镇。
- 1997年为广安地区行署驻地。
- 1998年11月撤镇设广福街道。

## 行政区划
现辖：
泰和社区、周家巷社区、广惠社区、望江社区、西溪社区、大寨社区和岩头村。

## 地理
广福街道东邻中桥街道办事处，南连万盛街道办事处，西接枣山镇，北靠浓洄街道办事处、协兴镇，幅员面积6.96平方公里。浅丘地形，西南高，东北低。渠江沿街道东北经鱼林社区流过，西溪河由北向南流经岩头、大寨、西溪3个村及泰和、广宁、广惠、望江、鱼林等6个社区，全民水库右干渠流经境内。气候温和，年平均气温17.8度，年降水1100毫米左右，无霜期300天左右。土壤属上沙溪庙组的灰棕紫泥土。耕地面积2067亩，人均占有耕地0.69亩。

## 教育
友谊中学、西溪初级中学、希望小学、邱添小学

## 建筑
- 思源广场
- 广安图书馆